# Prądownica

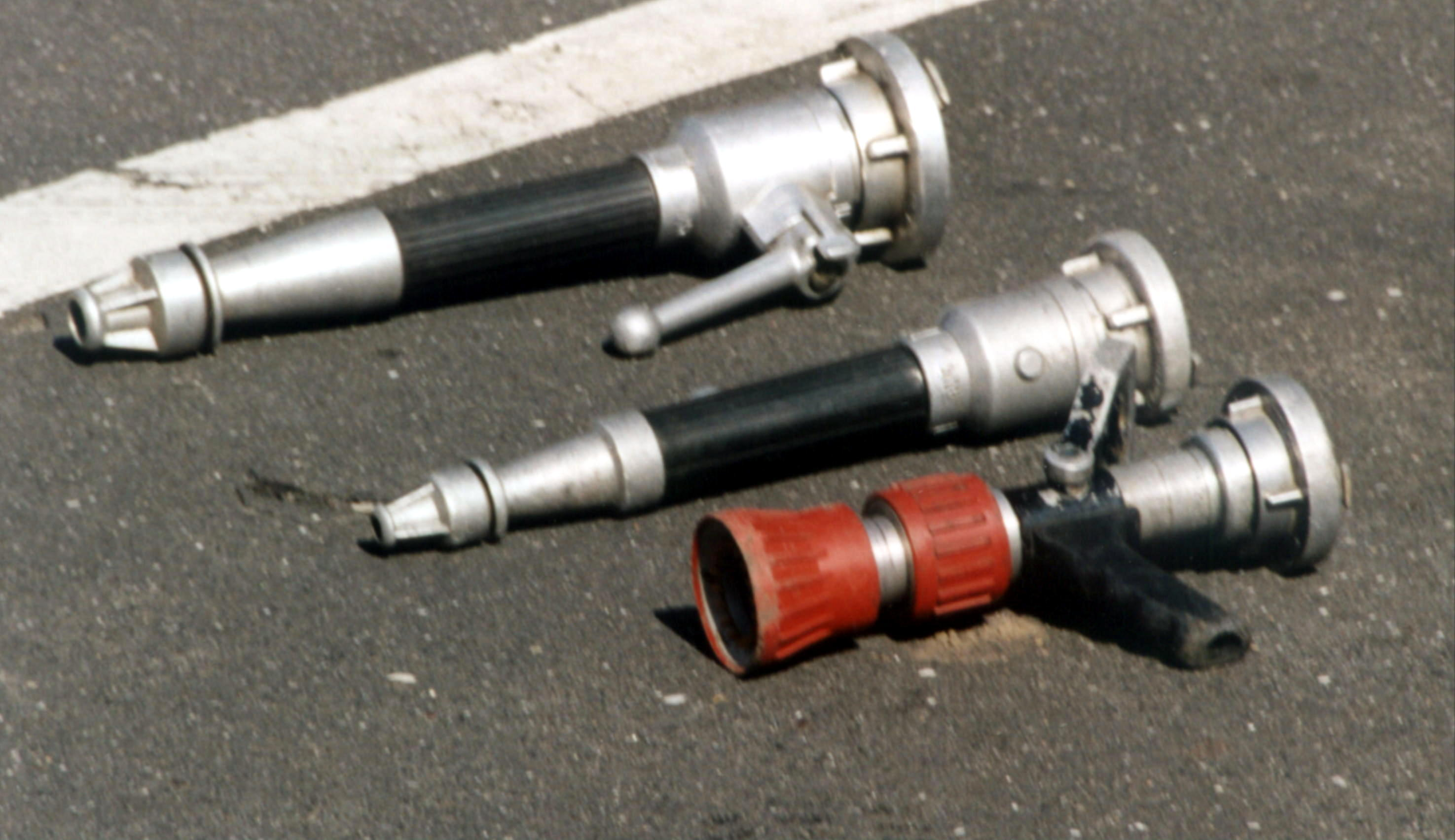
Prądownice

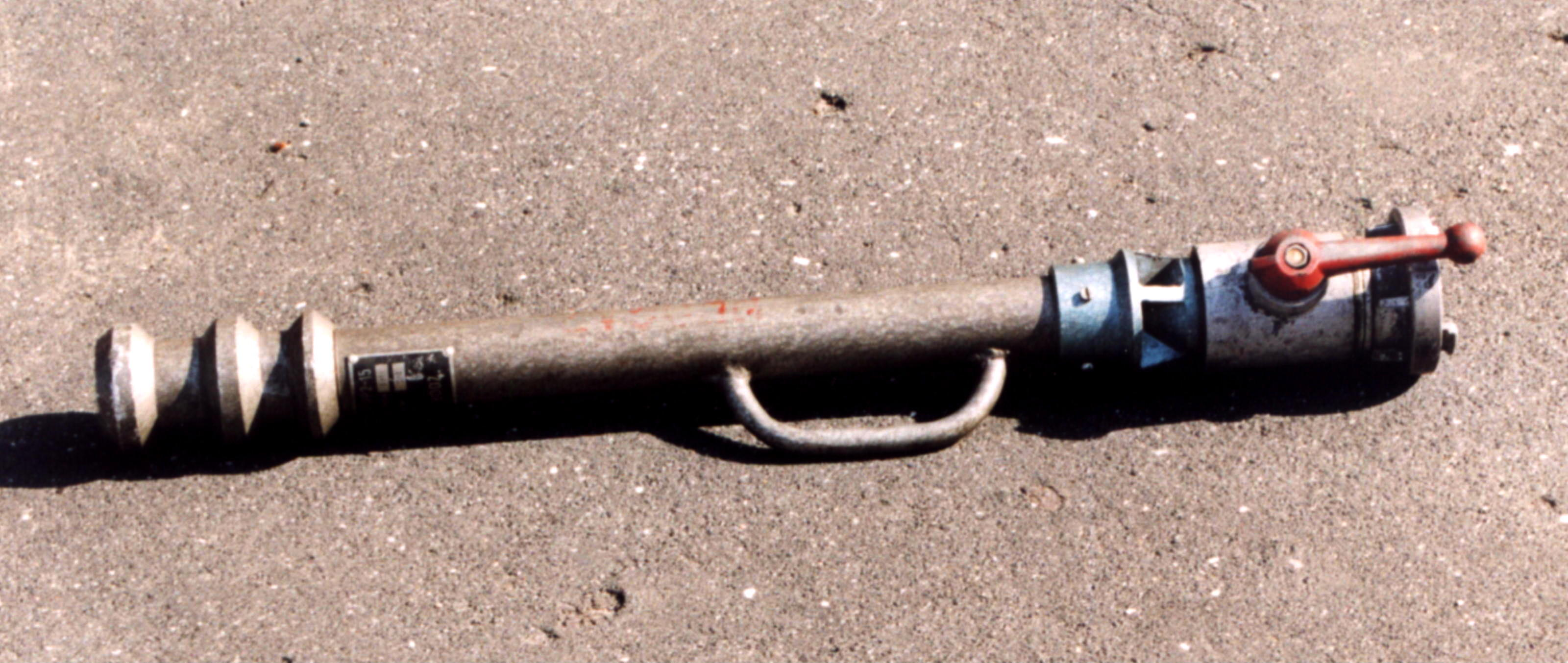
Prądownica pianowa

Prądownica – znajdujące się na końcu linii gaśniczej urządzenie do podawania wody, roztworu wodnego środka gaśniczego, piany lub proszku gaśniczego na ognisko pożaru.
Rozróżnia się, w zależności od stosowanego środka gaśniczego, prądownice:
- wodno-pianowe uniwersalne
- wodno-pianowe typu turbojet
- mgłowe
- pianowe
- pistoletowe
- pistoletowe wysokociśnieniowe
- proszkowe
- śniegowe.

Prądownicą określa się każde urządzenie służące do formowania prądu cieczy lub proszku.